# Jona (Zwitserland)
Jona is een plaats en voormalige gemeente in het Zwitserse kanton Sankt Gallen, en maakt sinds 1 januari 2007 deel uit van de gemeente Rapperswil-Jona in het district See-Gaster.

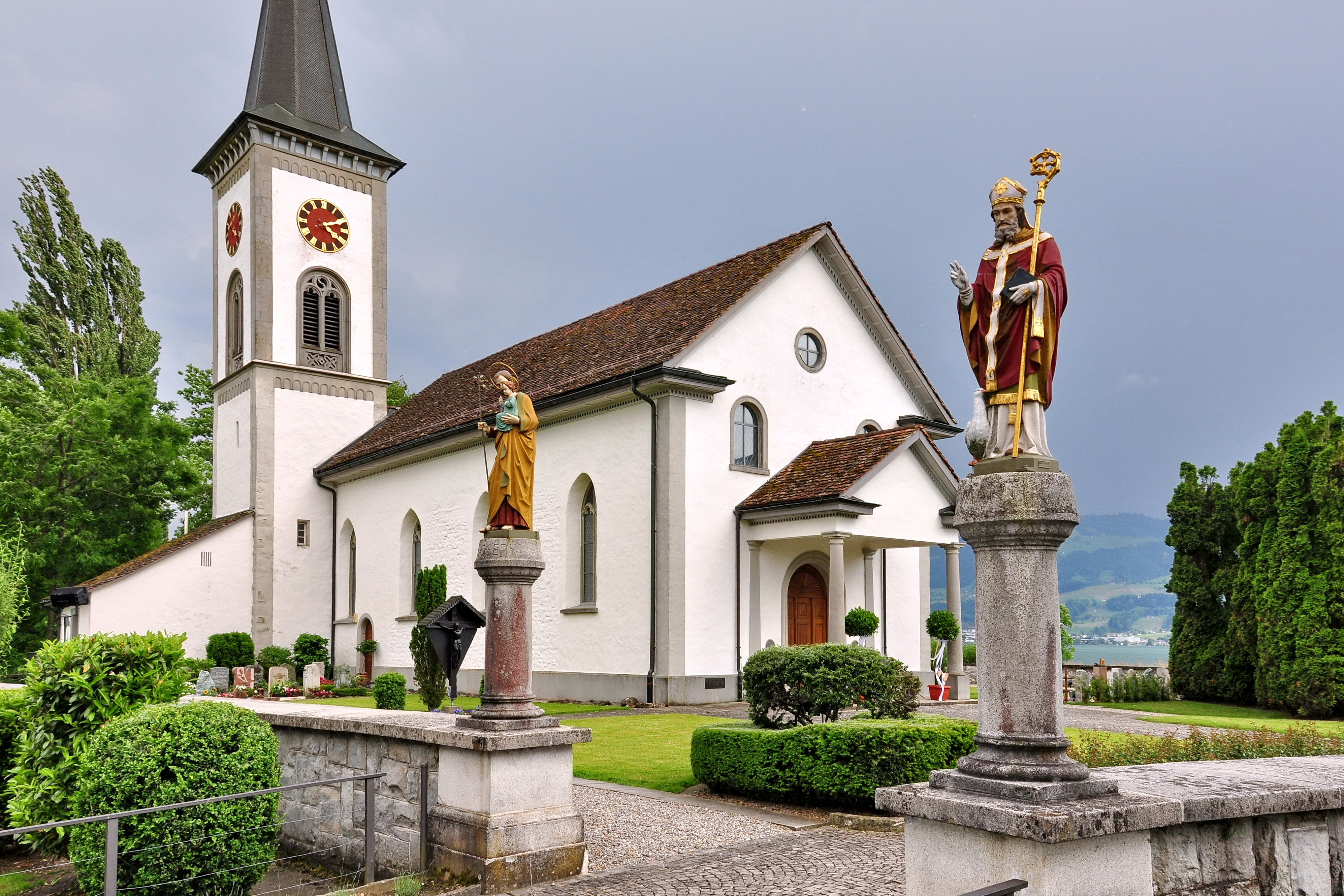
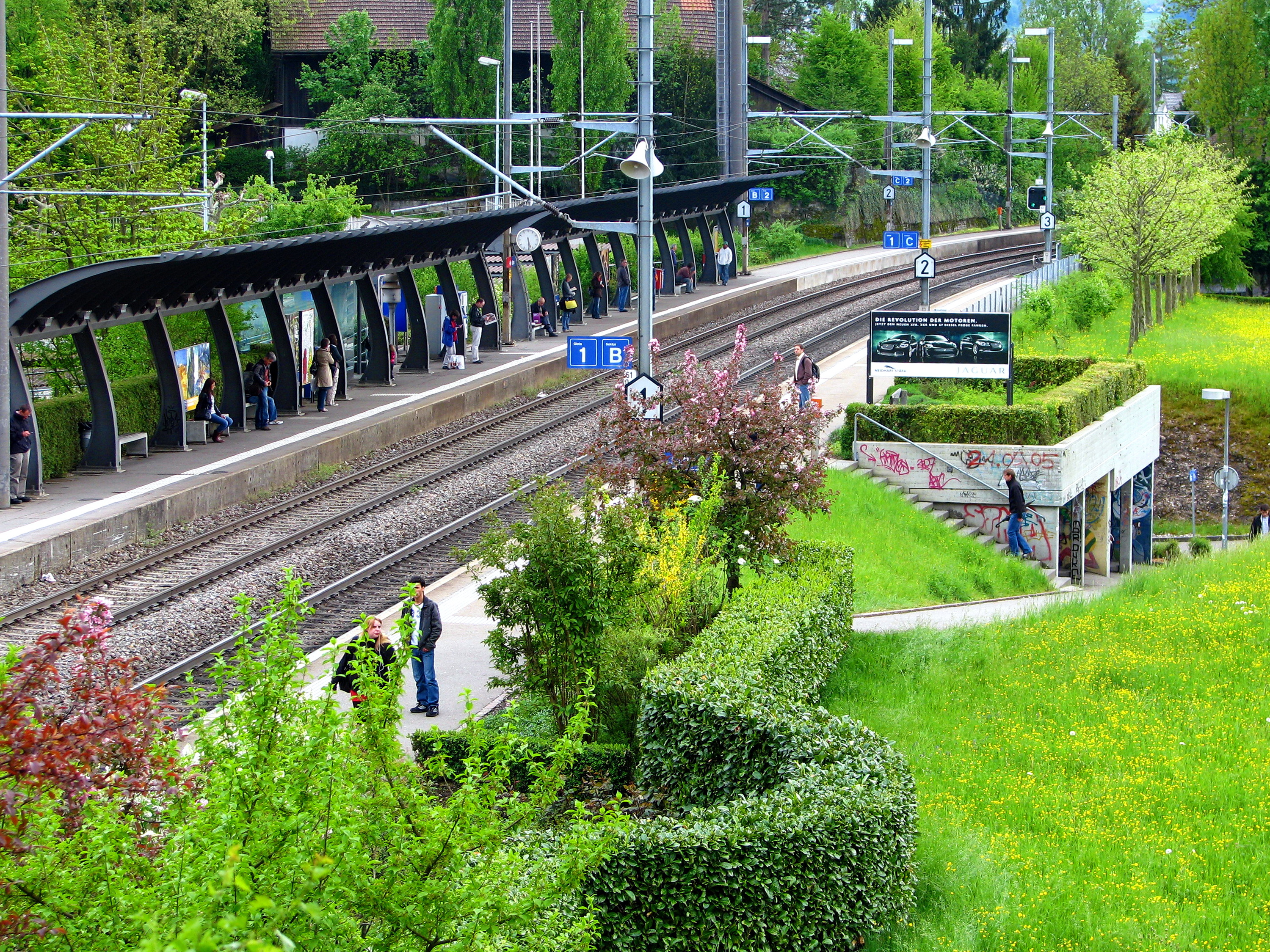
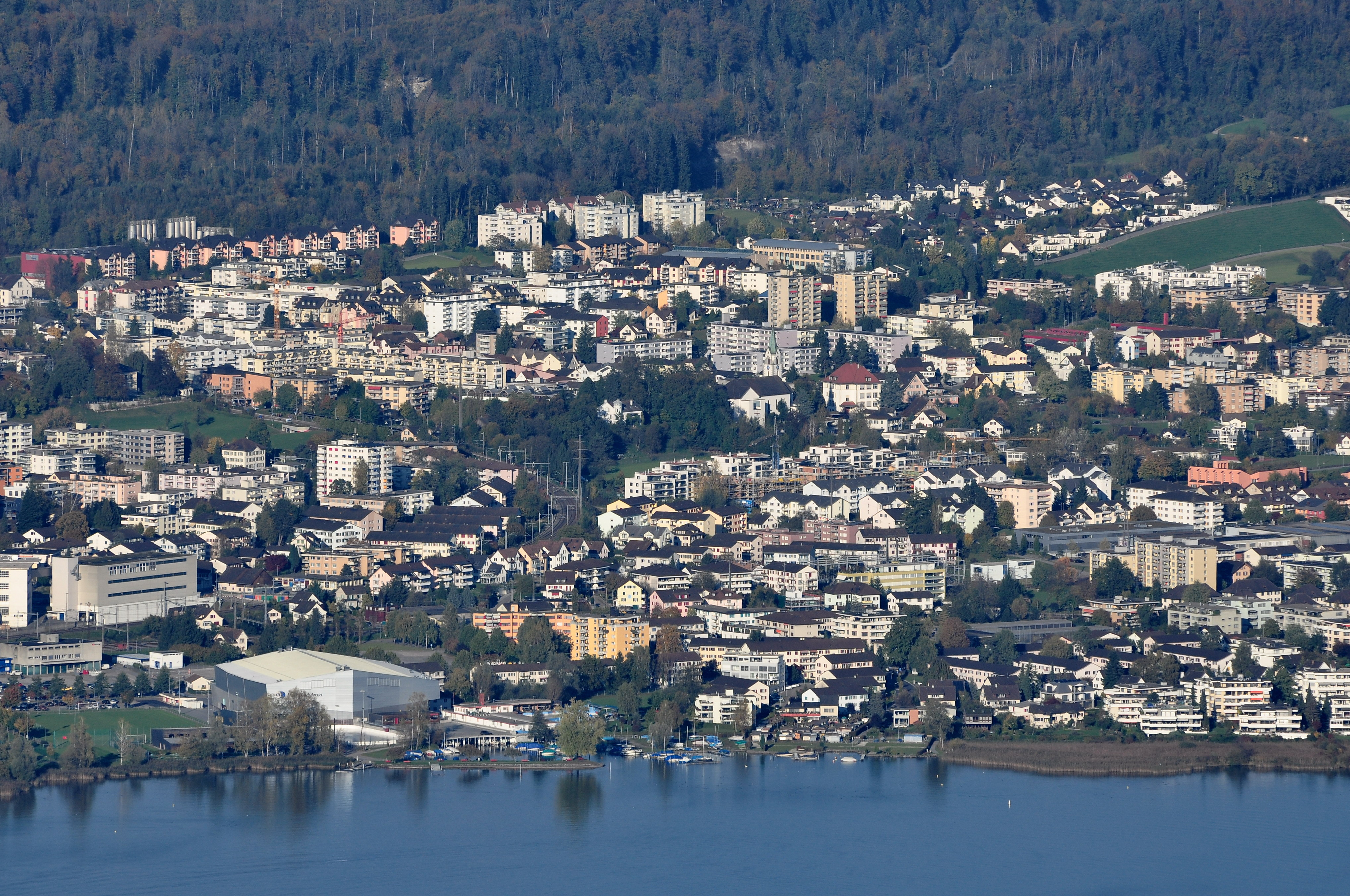
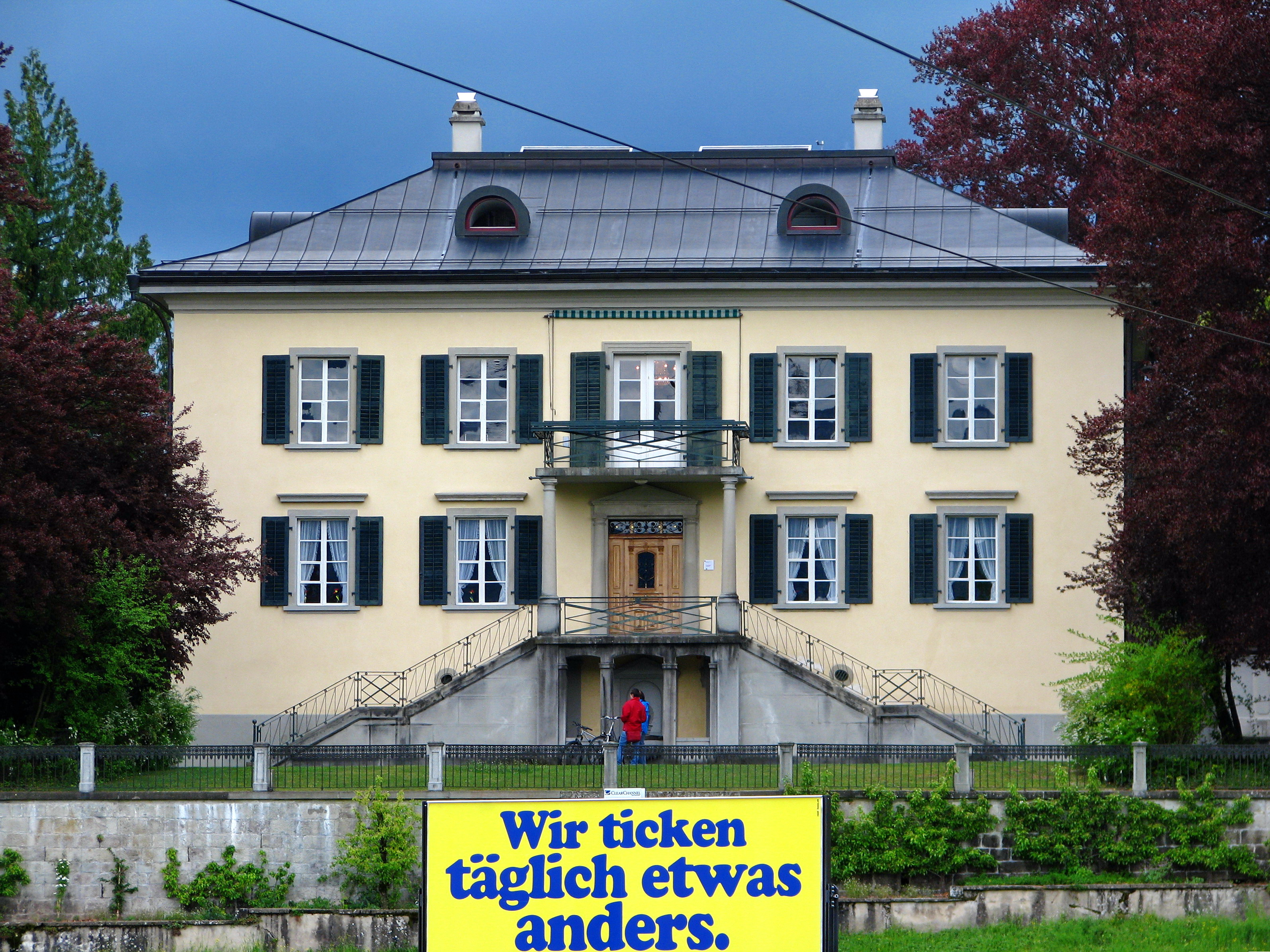
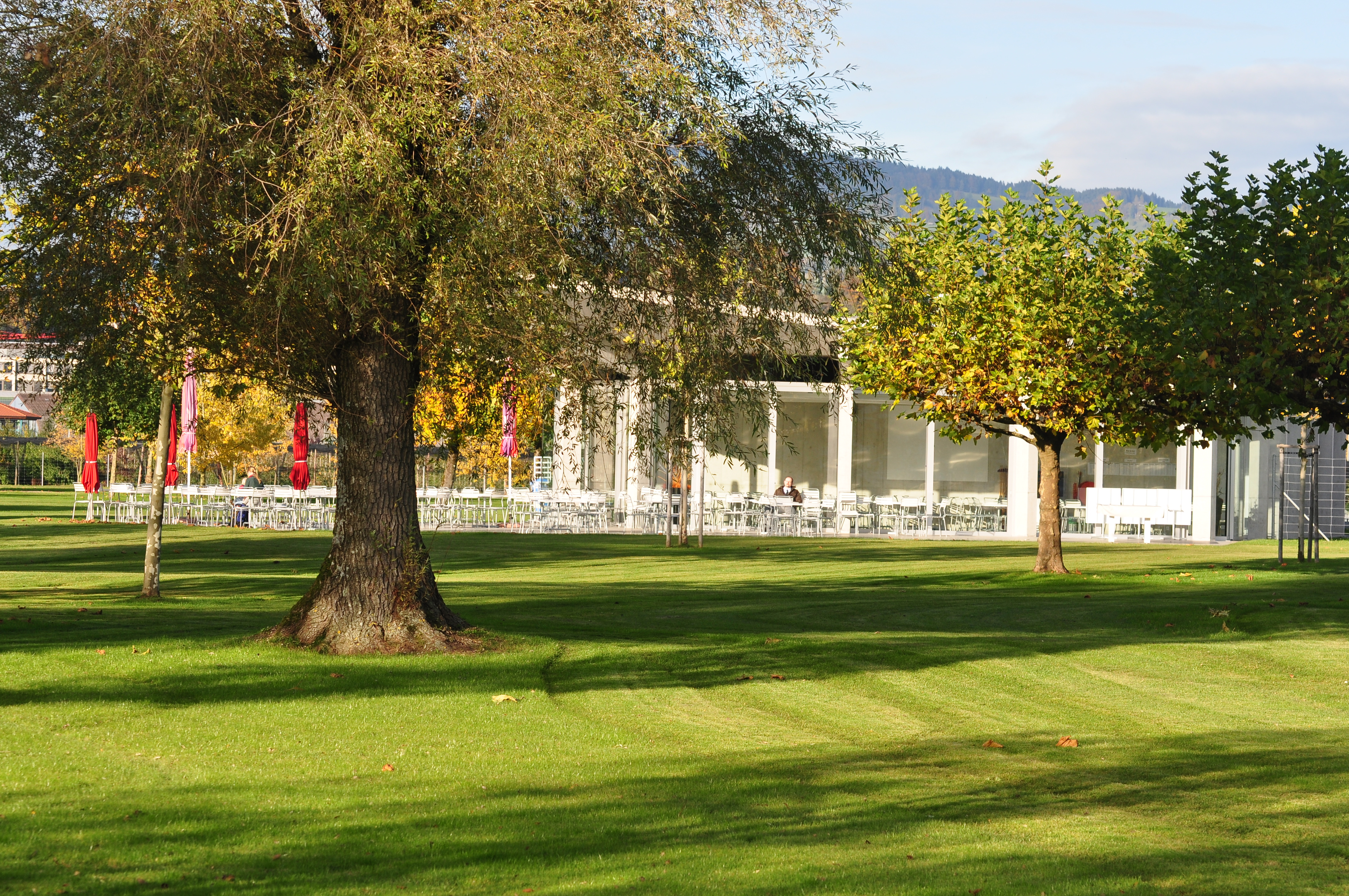
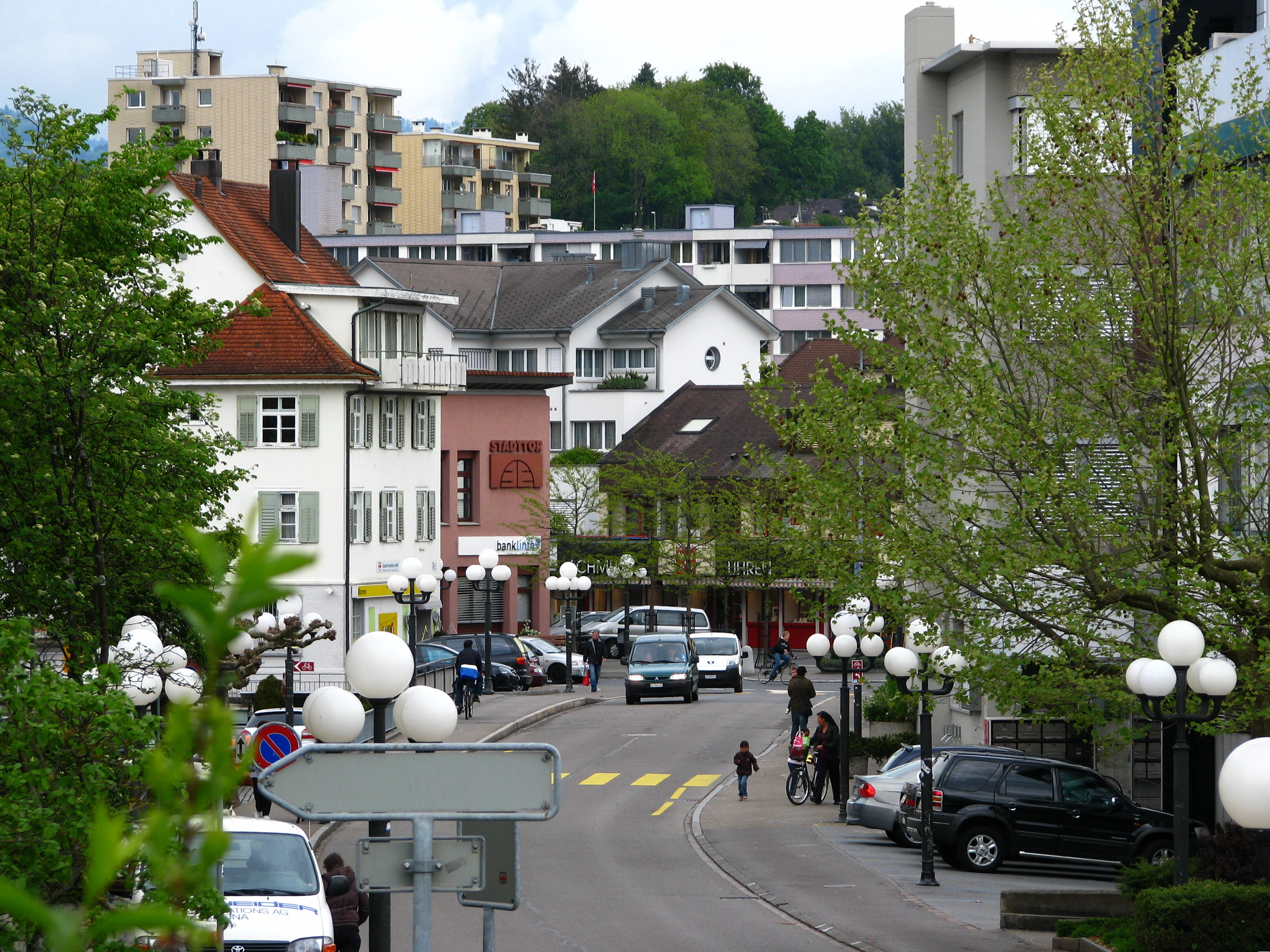
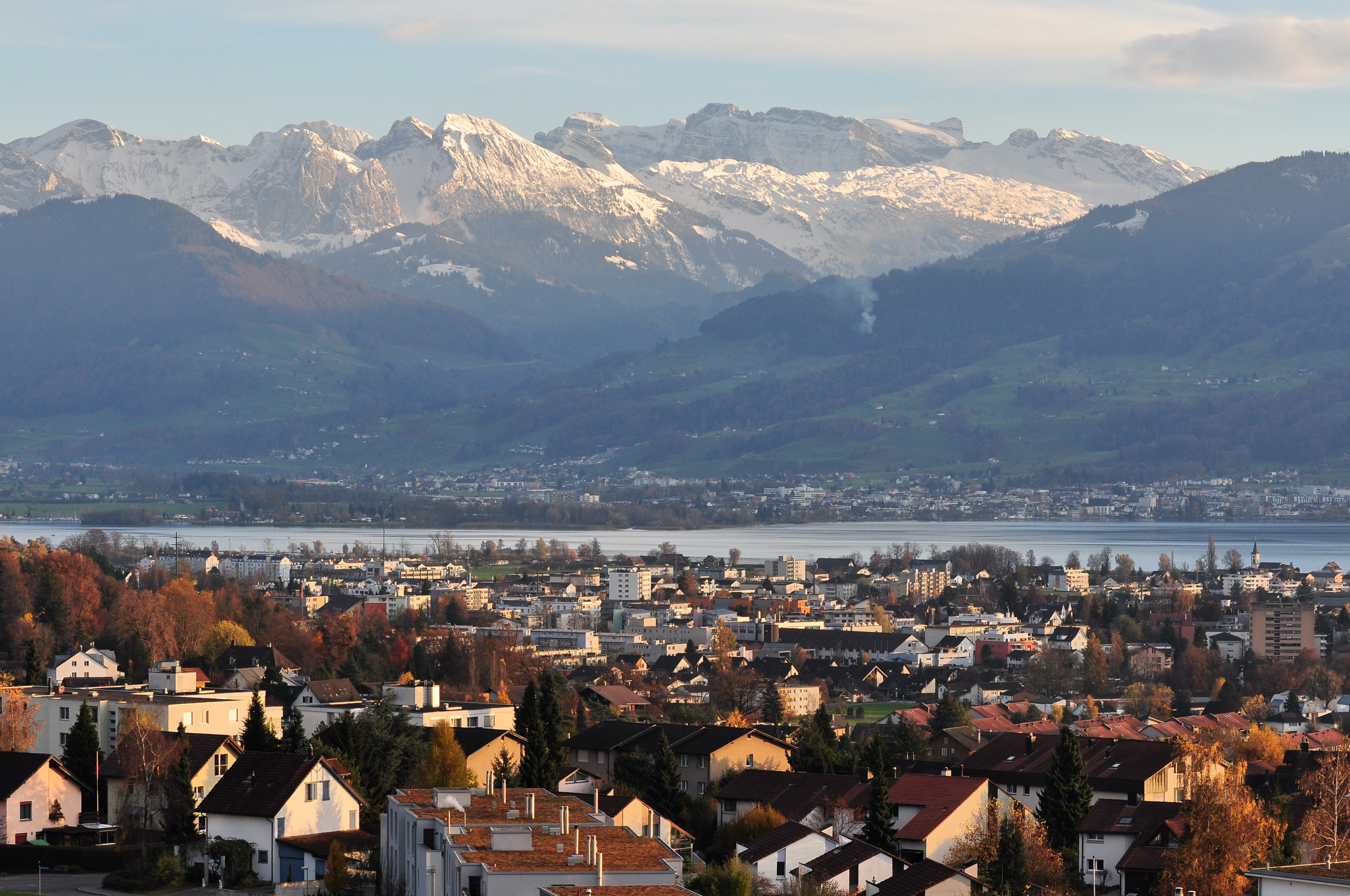

- Gemeinsame Normdatei: 4257276-9
- Historisch woordenboek van Zwitserland: 001370
- Library of Congress Control Number: n83030306
- Nationale Bibliotheek van Israël: 987007566934805171
- Virtual International Authority File: 143745825
- WorldCat: E39PBJhMpTV7qy6QG46j6TmTpP